# Ego (Ernia)
Ego, spesso stilizzato in EGO, è un singolo del rapper italiano Ernia, pubblicato il 27 ottobre 2017 sotto l'etichetta Universal, come primo ed unico estratto dell'album Come uccidere un usignolo.

## Il singolo
Ego è stato pubblicato come singolo d'anticipo per l'edizione deluxe di Come uccidere un usignolo, comprensiva infatti del secondo disco 67, in cui Ego stessa è inclusa. Il 30 ottobre 2017, Ernia ha pubblicato il videoclip ufficiale del brano, diretto da Federico Merlo.

## Tracce
1. Ego – 3:24 (testo: Matteo Professione – musica: Alessandro Pulga, Stefano Tognini)